# Pierre de Rhyndaston-Fawr
La pierre de Rhyndaston-Fawr est un mégalithe situé près du village de Haycastle Cross (cy), dans le Pembrokeshire, au Pays de Galles.

## Situation
La pierre se dresse dans un champ, à environ 1,5 km à l'ouest-sud-ouest de Haycastle Cross.

## Description
Il s'agit d'un monolithe mesurant 2,50 m de hauteur pour 1,60 m de largeur et 1 m d'épaisseur.
Selon le site Ancient Monuments UK, le menhir mesure 2 m de haut pour 1,30 m de large et 1 m d'épaisseur à la base, et fut probablement érigé à l'Âge du bronze.
La pierre se trouve à proximité d'un tumulus.